# Małki Woden
Małki Woden (bułg. Малки Воден) – wieś w południowej Bułgarii, w obwodzie Chaskowo, w gminie Madżarowo.